# Смит, Пол Рэй
Пол Рэй Смит (англ. Paul Ray Smith; 24 сентября 1969 — 4 апреля 2003) — сержант 1-го класса Армии США, посмертно удостоенный Медали Почёта (высшей американской военной награды) на начальном этапе Иракской войны. Первый американский военнослужащий, получивший эту награду в Ираке.

## Биография
Родился в Эль-Пасо, Техас; вырос в Тампа, Флорида. В 1988 году окончил профессионально-техническое училище Тампа-Бэй, а в октябре 1989 года вступил в ряды Армии США, где прослужил почти полтора десятилетия. Участвовал в войне в Персидском заливе, в миротворческих операциях в Боснии и Косово.
Весной 2003 года сержант 1-го класса Смит в составе роты B 11-го инженерного батальона 3-й пехотной дивизии принимал участие во вторжении коалиционных сил в Ирак. К 4 апреля его подразделение вышло к международному аэропорту южнее Багдада. В тот день американское подразделение взяло в плен нескольких иракских солдат восточнее аэропорта, и инженеры получили приказ оборудовать место для их временного содержания.
Пока велись строительные работы, часовые обнаружили к северу от района работ силы противника численностью до роты. Иракцы открыли интенсивный огонь по инженерам. Смит как старший по званию на этом участке организовал оборону, усиленную боевой машиной пехоты M2 «Брэдли» и тремя бронетранспортёрами M113. Однако вскоре «Брэдли» получила несколько попаданий из РПГ. Машина оставалась на ходу, однако у неё заканчивались боеприпасы, и в конечном счёте она покинула поле боя. В это же время был подбит один из M113. Группа Смита осталась без огневой поддержки БМП, а иракцы заняли господствующую над полем боя башню на юго-западе. Несмотря на невыгодное положение, Смит решил не отводить людей с позиций, поскольку за ними находился пункт первой медицинской помощи, на котором было примерно 100 человек медицинского персонала и раненых, не имевших никакой защиты. Он организовал эвакуацию пострадавших членов экипажа подбитой M113, после чего занял в ней место пулемётчика, взяв одного солдата в качестве водителя. Находясь на открытой позиции под огнём противника с трёх сторон, Смит прикрывал американское подразделение, пока небольшая группа не пробралась в башню и не уничтожила находившегося там противника.
Иракская атака была отражена; около 50 иракцев погибли, остальные отступили. Сержант 1-го класса Смит стал единственным американцем, погибшим в этом бою. Его бронежилет выдержал 13 попаданий, однако одна пуля попала в шею и прошла через мозг, убив его на месте. За службу в Ираке Смит получил «Бронзовую звезду» и стандартное «Пурпурное сердце» (медаль, выдаваемая всем погибшим и раненным военнослужащим). Кроме того, он был представлен к Медали Почёта. Награждение состоялось 4 апреля 2005 года, ровно через два года после боя. Президент США Джордж Буш-мл. вручил награду Дэвиду Смиту, 11-летнему сыну погибшего сержанта. На церемонии присутствовали также жена погибшего Биргит и дочь Джессика. До этого последними американскими военнослужащими, заслужившими Медаль Почёта, были сержанты Гэри Гордон и Рэнди Шугарт, посмертно удостоенные награды в 1994 году за бой в Могадишо во время миротворческой операции в Сомали.

## Увековечивание памяти
В честь Пола Рэя Смита названы почтовый офис и средняя школа в Холидэй, Флорида, а также Центр технологий моделирования и подготовки (Simulation & Training Technology Center) Армии США в Орландо.